# بزمجه گلوسیاه
بزمجه گلوسیاه (نام علمی: Varanus albigularis ionidesi) نام یک زیرگونه از گونه بزمجه گلوسفید است.